# Conopodium majus
La castañuela (Conopodium majus) es una planta de la familia de las apiáceas

## Descripción
Erecta, glabra, perenne de hasta 60 cm, afila por abajo y con tubérculos globulares bajo tierra. Hojas basales bi-tripinnadas, de lóbulos elípticos a ovados agudamente lobulados; hojas caulinares con lóbulos lineales. Umbelas con 6-12 radios primarios y 0-2 brácteas; 2 o más bractéolas. Flores blancas, de aproximadamente 5 mm de diámetro; pétalos obcordados con ápice incurvado. Fruto ovoide de crestas delgadas y confusas; estilos erectos o extendidos. Florece en primavera y verano.

## Distribución y hábitat
En España, Francia, Irlanda, Gran Bretaña, Noruega, Italia y Portugal. En praderas, bosques y zonas baldías.

## Taxonomía
Conopodium majus fue descrita por (Gouan) Loret. y publicado en Flore de Montpellier ed. 2: 214. 1886.
Citología
Número de cromosomas de Conopodium majus (Fam. Umbelliferae) y táxones infraespecíficos: n=11
Sinonimia
| - Bulbocastanum majus Lag. - Bunium ammoides (Spreng.) Link ex Spreng. - Bunium carvifolium DC. - Bunium denudatum DC. - Bunium flexuosum With. - Bunium majus Gouan - Bunium minus Gray - Bunium pilosum Willd. ex Schult. - Bunium pygmaeum Beauverd - Bunium pyrenaeum Loisel. - Bunium ternatum Pers. - Carum flexuosum (With.) Sweet - Carum italicum M.Hiroe - Carum majus (Gouan) Britten & Rendle - Conopodium daucifolium Rouy & E.G.Camus | - Conopodium denudatum (DC.) W.D.J.Koch - Conopodium flexuosum (Brot.) M.Hiroe - Conopodium majus (Gouan) - Conopodium semipubens Sennen - Conopodium silaifolium Rouy & E.G.Camus - Meum carvifolium Bertol. - Myrrhis ammoides Spreng. - Myrrhis bunium Spreng. - Myrrhis pyrenaica Spreng. - Myrrhis tenerrima C.Presl - Pimpinella carvifolia Benth. & Hook.f. - Pimpinella flexuosa Stokes - Sison carvifolium Bertero ex DC. - Sison flexuosum Dumort. - Sison flexuosum Ten. |

## Nombre común
- Castellano: alforjón, alforxon, alforxón, avellana de puerto, castaña de tierra, castañuela, castañón, chufera, macuca, macuca portuguesa, macucas, silbión, sirbión, terreños, urión, xerbillón, xirbión, xiribión, zerbillón, zeribión, ziribillón.[5]